# ライアン・ノーラン
ライアン・パトリック・ノーラン（Ryan Patrick Nolan, 1999年2月17日 - ）は、アイルランド・クレア県リメリック出身のサッカー選手。プリメーラ・ディビシオン・ヘタフェCF所属。ポジションはDF。

## クラブ経歴
2015年にイタリアに渡り、インテルナツィオナーレ・ミラノのプリマヴェーラに入所。約4年過ごすもプロ契約までには至らず、2019年9月2日にUSアレッツォと契約。同月16日のセリエCのUSペルゴレッテーゼ1932戦でプロデビュー。
2020年10月5日、ヘタフェCFと契約。Bチームに配属され、11月にトップチームに昇格。22日のSDエイバル戦でベンチ入りするも、トップチーム定着までには至らず、ラ・リーガデビューは2021-22シーズン以降に持ち越しになった。

## 代表歴
2016年から2年間、ユース世代のアイルランド代表でプレーした。

## 人物
- アイルランドのクレア県で生まれたものの、8歳の時に家族と共にスペインに移住してきた。